# Hans Blume (Fußballspieler, 1887)
Henri Johan „Hans“ Blume (* 16. November 1887 in Niederländisch-Indien; † 5. Januar 1978 in Melbourne, Australien) war ein niederländischer Fußballnationalspieler.
Blume gehörte in der Pionierzeit des Fußballs dem Kader von Quick 1888 an. Bei dem Verein schaffte er auch den Sprung in die niederländische Nationalmannschaft. Er stand bei der ersten Begegnung der Niederlande gegen Englands Amateure am 1. April 1907 in Den Haag auf dem Platz und erzielte nach etwa einer Viertelstunde den 1:2-Anschlusstreffer der Niederländer. Das Spiel endete 1:8.
Dieser Einsatz bleibt Blumes einziges Länderspiel seiner Karriere. Später wanderte er zunächst nach Thailand aus, und schließlich nach Australien.

## Quelle
- Verkamman, Van der Steen, Volkers: De Internationals, de historie van Oranje. In: Weekbladpers BV/Voetbal International. Amsterdam, 1999. (niederländisch)

| Personendaten    | Personendaten                        |
| ---------------- | ------------------------------------ |
| NAME             | Blume, Hans                          |
| ALTERNATIVNAMEN  | Blume, Henri Johan (wirklicher Name) |
| KURZBESCHREIBUNG | niederländischer Fußballspieler      |
| GEBURTSDATUM     | 16. November 1887                    |
| GEBURTSORT       | Niederländisch-Indien                |
| STERBEDATUM      | 5. Januar 1978                       |
| STERBEORT        | Melbourne, Australien                |